# Пятнистый губач
Пятнистый губач, или голец-губач, или пёстрый губач (лат. Triplophysa strauchii), — вид среднеазиатских лучепёрых рыб из семейства Nemacheilidae.

## Описание
Голое веретенообразное тело, на котором имеются округлые чёрные пятна. За анальным плавником хвостовой отдел не сжат с боков.
Максимальная длина тела доходит до 25 см, весит не более 120 г. Самки за раз вымётывают от 18 до 47 тыс. икринок.
Населяет бассейны озёр Балхаш-Алакольской впадины: Балхаш, Алаколь, Сасыкколь, а также бассейны озера Зайсан и реки Тарим. 
Служит объектом пищи для более крупных хищных рыб и является объектом промысла.
В озере Иссык-Куль обитает родственный вид — иссык-кульский губач (Triplophysa ulacholica (Anikin, 1905)), являющийся самой распространённой рыбой озера. 